# Dishasha
Dishasa o Deshasheh és un lloc d'Egipte a la riba occidental del Nil, a la regió de Beni Suef, propera al canal de Bahr Yusef (Canal de Josep) a uns 20 km al nord-est de la ciutat de Biba.
A la seva rodalia hi ha una necròpoli consistent en tombes excavades a les roques, que pertanyien a funcionaris de l'imperi Antic. El lloc fou excavat per Petrie el 1898 i va trobar les tombes, algunes de les quals són famoses per la seva decoració molt informativa sobre la vida a l'Antic Egipte; també a les tombes menors s'hi va trobar força equipament funerari, una part del qual és ara al Museu de Petrie.